# Parque nacional Poona
Poona es un parque nacional en Queensland (Australia), ubicado a 210 km al norte de Brisbane.

## Datos
- Área: 50,10 km²
- Coordenadas: 25°35′20″S 152°49′22″E / -25.58889, 152.82278
- Fecha de Creación: 1991
- Administración: Servicio para la Vida Salvaje de Queensland
- Categoría IUCN: II

Véase también:
- Zonas protegidas de Queensland

- Datos: Q2104042